# Capercaillie
Capercaillie ist eine britische Folk-Rock-Gruppe aus Schottland, die etwa 1984 von Donald Shaw und Karen Matheson gegründet wurde.

## Hintergrund
Der Name ist der englische (aus dem Schottisch-Gälischen stammende) Ausdruck für Auerhuhn.
1984 veröffentlichten sie ihr erstes Album Cascade. Mit dem Lied Coisich a Ruin gelangte 1992 erstmals eine in schottischem Gälisch gesungene Single in die Top 40 der britischen Singlecharts. Für das Album Delirium, auf dem dieser Titel enthalten ist, erhielt Capercaillie eine Goldene Schallplatte.

## Diskografie

### Alben
| Jahr | Titel               | Höchstplatzierung, Gesamtwochen, AuszeichnungChartsChartplatzierungen (Jahr, Titel, Platzierungen, Wochen, Auszeichnungen, Anmerkungen) | Anmerkungen |
| Jahr | Titel               | UK | Anmerkungen |
| ---- | ------------------- | --- | ----------- |
| 1988 | The Blood Is Strong | UK— SilberUK |             |
| 1991 | Delirium            | UK— GoldUK |             |
| 1991 | Secret People       | UK40 Silber · (3 Wo.)UK |             |
| 1994 | Capercaillie        | UK61 (1 Wo.)UK |             |
| 1995 | To the Moon         | UK41 (3 Wo.)UK |             |
| 1997 | Beautiful Wasteland | UK55 (2 Wo.)UK |             |

Weitere Alben
- 1984: Cascade
- 1987: Crosswinds
- 1989: Sidewaulk
- 1992: Get Out
- 1995: Glenfinnan (Songs of the ’45)
- 1995: The Blood Is Strong
- 1998: Dusk Till Dawn: The Best of Capercaillie
- 2000: Nàdurra
- 2002: Capercaillie Live in Concert
- 2002: Choice Language
- 2004: Grace and Pride
- 2008: Roses and Tears
- 2013: At the Heart of It All

### Singles und EPs
| Jahr | Titel Album                          | Höchstplatzierung, Gesamtwochen, AuszeichnungChartsChartplatzierungen (Jahr, Titel, Album, Platzierungen, Wochen, Auszeichnungen, Anmerkungen) | Anmerkungen |
| Jahr | Titel Album                          | UK | Anmerkungen |
| ---- | ------------------------------------ | --- | ----------- |
| 1992 | A Prince Among Islands               | UK39 (2 Wo.)UK | EP          |
| 1994 | When You Return Capercaillie         | UK86 (2 Wo.)UK |             |
| 1994 | Miracle of Being Capercaillie        | UK77 (2 Wo.)UK |             |
| 1995 | Dark Alan (Ailein Duinn) To The Moon | UK65 (2 Wo.)UK |             |